# Ceylon Utterborn

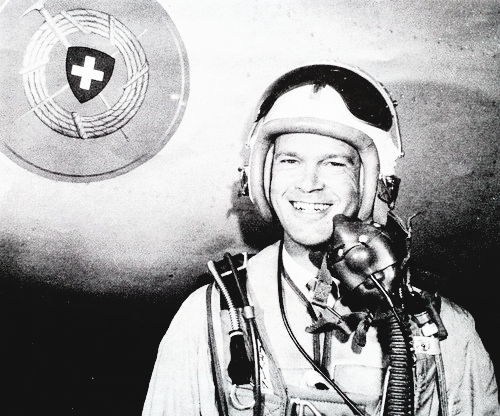
Ceylon Utterborn.

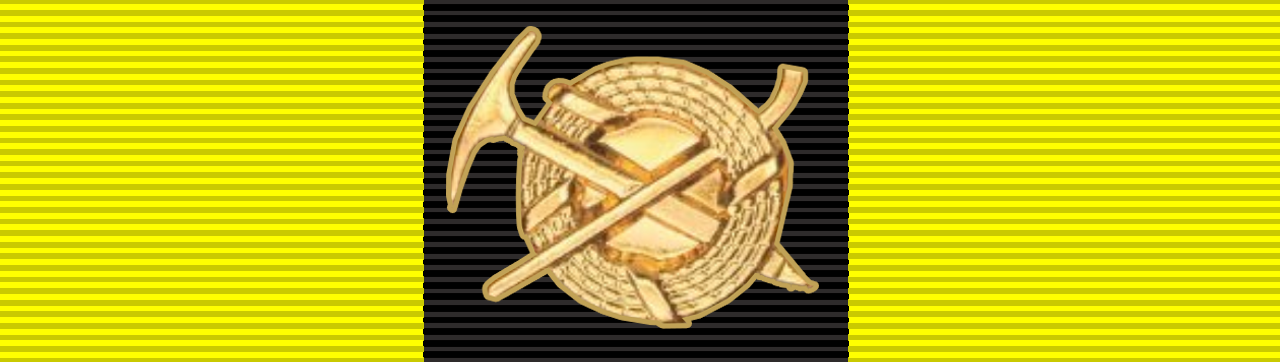
Hochgebirgsabzeichen i mässing monterat på en medaljribba

Carl Ceylon Utterborn, född 1 februari 1924 i Gamlestads församling i Göteborg, död 21 januari 2001 i Landeryd, var en svensk ingenjör och testpilot.
Utterborns karriär som flygare inleddes med att han blev silvervingsflygare vid F 9 1946. Efter avlagd ingenjörsexamen anställdes han vid Svenska Aeroplanaktiebolaget som provflygare 1951, och var efter 1977 ansvarig och samordnare för flygsäkerhetsfrågor vid Saab. För publiken vid olika flyguppvisningar förknippar man honom som uppvisningsflygare med Safir och Draken. Bland annat genomförde han en fenomenal demonstrationsflygning vid Basels Internationella Airshow Schweiz 1958 där han som hedersbetygelse fick märket Hochgebirgsabzeichen fastmonterat på sitt flygplan. Flygningen ner till Schweiz gick via Twente i Nederländerna och genomfördes på marginalerna eftersom Drakens bränslemängd var begränsad. Efter uppvisningen gjordes en schweizisk offertförfrågan 1959 men man valde senare att köpa Mirage.

När han anställdes vid Saab 1951 började han som assistent till Saabs chefsprovflygare Bengt Olow och fick vara med om flygutprovningen av Saab 32 och senare Saab 35. När Flygvapnet drabbades av en serie haverier med Saab 35 fick han 1961 efter ett flygschema upprättat av Olow utföra de riskfyllda flygningarna för att finna ett motmedel mot fenomenet superstall. Han kom även att medverka i utprovningsprogrammet för Saab 37 Viggen där han gjorde sin första flygning i 37-2 23 januari 1968 Han genomförde sin sista flygning för Saab med Lansenflygplanet 32-502 1977 och övergick därefter till markbundna arbetsuppgifter.
Utterborn är begravd i minneslunden på Råda kyrkogård i Härryda kommun.